# Orgiano
Orgiano ist eine nordostitalienische Gemeinde (comune) mit 3011 Einwohnern (Stand 31. Dezember 2023) in der Provinz Vicenza in Venetien. Die Gemeinde liegt etwa 23 Kilometer südsüdwestlich von Vicenza am Rande der Colli Berici.

## Geschichte
Die Gemeinde war Siedlungsplatz der Euganeer, auch keltische Stämme hatten sich hier niedergelassen. Bekannt wurde die Gemeinde aber erst mit der Eroberung durch die Republik Venedig im Jahre 1404. Zuvor hatten Truppen aus Padua und Vicenza mehrfach die alte und neue Burganlage geschleift. 1908 wurde aus dem Gemeindegebiet die heutige Nachbargemeinde Asigliano Veneto herausgelöst.